# Agura
Agura (胡座) este denumirea japoneză a unei poziții de a sta așezat.  Este poziția denumită în mod obișnuit în lumea occidentală prin „picioare încrucișate” (engleză cross-legged) sau denumită popular în limba română prin „stând turcește”.

## Descriere
În această poziție fiecare picior este ținut îndoit peste partea interioară a celuilalt picior, aproximativ la nivelul gleznelor.  Partea exterioară a gleznei și laba piciorului fiind așezate pe suprafața de stat.  Această poziție este diferită de poziția semilotus sau de poziția lotus.

## Folosire
Este folosită în unele arte marțiale tradiționale japoneze (aikido, karate-do), împreună cu poziția seiza.  Agura este o poziție de repaus deplin, spre deosebire de seiza (din care se poate trece ușor în gardă sau în poziție de luptă — kamae).  Se folosește, de exemplu, în momentele explicațiilor demonstrative mai îndelungate din timpul antrenamentelor, pentru a urmări concentrați explicațiile și a nu fi distrași de neobișnuința folosirii poziției seiza (în special de către practicanții începători, neobișnuiți cu poziția seiza).